# Josef Rixner
Josef Rixner (* 1. Mai 1902 in München; † 25. Juni 1973 in Garmisch-Partenkirchen) war ein deutscher Komponist und Dirigent, dessen Werke bis heute in der Blas- und Unterhaltungsmusik präsent sind.

## Leben
Rixner, der im Münchner Künstlerviertel Schwabing zur Welt kam, besuchte die Volks- und die Mittelschule und bekam Klavier- und Violinunterricht. Als Komponist bildete er sich weitgehend autodidaktisch aus. Seit 1919 war er als Geiger, Bratscher und Pianist in verschiedenen Orchestern tätig, bevor er 1932, ermutigt durch den Erfolg seiner Komposition Bagatelle, nach Berlin ging. Dort arbeitete er als Pianist und Dirigent, vor allem aber als freischaffender Komponist.
Er schrieb Musik für Operette, Revue und Tanztheater. Seine Werke wurden im Rundfunk und in Berliner Revuetheatern wie dem Admiralspalast und der 1936 errichteten Deutschlandhalle aufgeführt. Viele davon fanden auch den Weg auf die Schallplatte. Hier wurden sie in Aufnahmen mit dem Salonorchester des Geigers Barnabás von Géczy interpretiert. Bekannt wurden seine Ouverture Bagatelle, sein Tango Blauer Himmel (beide 1936) und seine Suite Frohes Wochenend’ (1940) mit dem Spanischen Marsch, einem flotten Paso Doble. Ein Schlager wurde auch seine Tango-Ballade Nächtliche Gitarren (1940) mit dem Text von Willy Dehmel.
Als im Zweiten Weltkriege die Luftangriffe auf Berlin zunahmen, kehrte er 1944 in seine bayerische Heimat zurück. Rixner stand 1944 in der Gottbegnadeten-Liste des Reichsministeriums für Volksaufklärung und Propaganda.
Bis zu seinem Tode lebte Rixner in Garmisch-Partenkirchen in der Brauhausstraße 19. Rixner wurde auf dem Friedhof Garmisch in Garmisch-Partenkirchen beigesetzt.
Seine Werke, die auch noch nach dem Kriege in Deutschland verlegt und gespielt wurden, gehören zu den Standardwerken gehobener Unterhaltungsmusik. Sie wurden sowohl für Blasmusik als auch für verschiedene andere Besetzungen wie Akkordeon- oder Mandolinen-Orchester bearbeitet. Auch in die Medien fanden sie Eingang.
So fungierte in den 1950er Jahren seine Feierabend-Polka beim HR als Erkennungsmelodie für die Hörfunk-Serie Familie Hesselbach. Der Spanische Marsch aus seiner Suite Frohes Wochenend’ lockerte häufig die von Josef Kirmaier moderierten Sportsendungen des Bayerischen Rundfunks musikalisch auf.
Josef Rixner ist nicht zu verwechseln mit seinem am 14. April 1825 in Ellingen geborenen, ebenfalls komponierenden älteren Namensvetter, dem Stabshornisten am Königlich Bayerischen Jägerbataillon „König“, Joseph Rixner, welcher am 7. März 1913 in München gestorben ist. Dessen Gendarmerie-Marsch op. 90 Landjägermarsch ist noch heute bekannt und beliebt.

## Kompositionen

### Werke für Orchester
- 1937: Spitzbub, Polka
- 1937: Tango-Poesie
- 1938: Caramba, Spanischer Marsch
- 1940: Nächtliche Gitarren, Tango-Ballade (Text: Willy Dehmel)[8]
- 1940: Spanischer Marsch, aus der Suite „Frohes Wochenend'“[9]
- 1940: Suite „Frohes Wochenend'“
- 2. Rhapsodie – Ungarisch, für Orchester
- Abendlichter
- Achtung-Fertig-Los!
- Aus schöner Zeit. Walzer op. 362
- Capriolen – Rondo capriccio
- Firlefanz, Intermezzo für Orchester
- Fripon
- Goldene Leier – Yale Blues[10]
- Goldner Becher, Intermezzo für Trompete und Orchester
- Hopsassa, Konzertpolka[11]
- Italienische Ouvertüre
- Kinderwünsche und Kinderträume
- Melodien der Freude
- O, Schönste Du! Tango
- Pony – Foxtrot[12]
- Rote Rosen, Tango
- Tanz der Maske, Serenade capriccio für Orchester
- Vision, Tango

### Werke für Blasmusikorchester
- 1936: Bagatelle, Ouverture
- 1936: Blauer Himmel, Tango[13]
- 1938: Malaga, Spanischer Marsch (Text: Kurt Feltz)
- 1940: Bayrische Hochzeit, Walzer im Ländler-Stil[14]
- 1940: Spanischer Marsch[15]
- Europäischer Marsch
- Feierabend-Polka
- Italienische Serenade
- Klarinetten-Duo, für zwei Klarinetten und Blasorchester
- Martini Marsch
- Posaunenwalzer
- Rhapsodie Nr. 1
- Werdenfelser Ländler

### Musiktheater

#### Operetten
| Komponiert im Jahr | Titel                 | Akte   | Uraufführung | Libretto                          |
| ------------------ | --------------------- | ------ | ------------ | --------------------------------- |
| 1942               | Der liebe Augustin    | 3 Akte |              | Bruno Hardt-Warden, Rudolf Köller |
| 1942               | Der Vagabund von Wien |        | 1942, Berlin |                                   |
|                    | Der Musikant aus Wien |        |              |                                   |
|                    | Staatskind            |        |              |                                   |

##### Bearbeitungen
- Der arme Jonathan (Carl Millöcker)
- Leichte Kavallerie (Franz von Suppè)

#### Ballette
| Geschrieben im Jahr | Titel                         | Akte | Uraufführung | Libretto | Choreografie |
| ------------------- | ----------------------------- | ---- | ------------ | -------- | ------------ |
|                     | Die bunte und die weiße Feder |      |              |          |              |

#### Revue
- 1938: Ki sua heli, Untertitel: Mit 300 Std/km durch die Tropen – Regie: Wolf Völker, Bühnenbild: Traugott Müller, Premiere: 19. Februar 1938 in Berlin-Charlottenburg, Deutschlandhalle am Funkturm[16]
- 1939: Ein Kuß reist um die Welt – Libretto: Aldo von Pinelli, Mitwirkende waren u. a. Aribert Mog, Hilde Seipp und Rudolf Platte, außerdem das Gesangsquartett „Die Melodisten“. Premiere: 19. Februar 1939 in Berlin-Charlottenburg, Deutschlandhalle am Funkturm[17]

##### Wiederveröffentlichung
Eine Rundfunkaufnahme des Armen Jonathan mit dem Hamburger Rundfunkorchester unter Leitung von Wilhelm Stephan, dem Chor des NWDR Hamburg und den Darstellern: Adolf Meyer-Bremen, Generalkonsul Lindt. Lore Hoffmann, Helma. Karl Friedrich, Frank Holsten. Hans Herbert Fiedler, Maximilian Sanden. Rupert Glawitsch, Jonathan. Anneliese Rothenberger, Franzi. Otto Albrecht, Wendig, ist 2008 auf CD in Hamburg bei M.A.T. Music Theme Licensing erschienen.